# Battle scars (Galahad)
Battle scars is een studioalbum van Galahad. Het vorige studioalbum Empires never last gaf al een ander geluid te horen daarvoor. Dat kwam doordat Karl Groom van Threshold er zich mee ging bemoeien. Een andere invloed die toen hoorbaar werd was van Clive Nolan van Arena. Galahad nam hun albums in de geluidsstudio van Groom en Nolan op. Battle scars was een album dat al in 2011 uitgebracht had kunnen worden. Het bleef echter even op de plank liggen, want na de opnamen overleed Neil Pepper (11 september 2011).
Net als het vorig album laat het album muziek horen die in te delen is in de stijl neoprog met af en toe danceritmen.

## Musici
- Roy Keyworth – gitaar
- Stuart Nicholson – zang
- Spencer Luckman – slagwerk, percussie
- Dean Baker – toetsinstrumenten
- Neil Pepper – basgitaar, gitaar, toetsinstrumenten

## Muziek
| Nr. | Titel                                      | Duur  |
| --- | ------------------------------------------ | ----- |
| 1.  | Battle scars (Galahad)                     | 7:04  |
| 2.  | Reach for the sun (Galahad)                | 3:54  |
| 3.  | Singularity (Pepper, Nicholson)            | 7:32  |
| 4.  | Bitter and twisted (Galahad)               | 6:58  |
| 5.  | Suspended animation (Pepper, Nicholson)    | 4:05  |
| 6.  | Beyond the barbed wire (Pepper, Nicholson) | 5:30  |
| 7.  | Seize the day (Galahad)                    | 8:34  |
| 8.  | Sleepers 2012 (Galahad)                    | 14:07 |

Sleepers is een nummer van hun album Sleepers, dat ze opnieuw opnamen in het kader van het 25-jarig bestaan van Galahad. De elpeeversie moest het zonder dat nummer doen.